# David Trimble
Pour les articles homonymes, voir Trimble.
David Trimble, baron Trimble, né le 15 octobre 1944 à Bangor dans le Comté de Down en Irlande du Nord et mort le 25 juillet 2022, est un homme d'État britannique, Premier ministre d'Irlande du Nord à trois reprises entre 1998 et 2002, et chef du Parti unioniste d'Ulster de 1995 à 2005.
Il a été récompensé du prix Nobel de la paix en 1998, prix partagé avec John Hume, à cette époque chef du Parti social-démocrate et travailliste, pour leurs efforts en vue de la conclusion d'un accord politique en Irlande du Nord qui mèneront à la signature de l'accord du Vendredi saint en 1998.

## Biographie
Au début des années 1970, David Trimble s'engage dans le parti d'extrême droite Vanguard Unionist Progressive Party, lié aux paramilitaires. Il s'est présenté sans succès pour le parti aux élections législatives de 1973 dans la circonscription de North Down, arrivant en dernière position. Il est élu à la Convention constitutionnelle d'Irlande du Nord en 1975 en tant que représentant de la Vanguard et devient co-chef du parti.
Il adhère au Parti unioniste d'Ulster (UUP), le parti dominant en Irlande du Nord, en 1978, après la dissolution de la Vanguard. Il en sera le dirigeant de 1995 à 2005.
En 1990, il est l'un des 18 députés nord-irlandais siégeant à Londres, à la Chambre des communes.
Il est Premier ministre d'Irlande du Nord à trois reprises entre 1998 et 2002, aux côtés de Seamus Mallon et Mark Durkan comme vice-Premiers ministres.
Il est député de la circonscription de Upper Bann (ville de Portadown) et il est réélu lors des élections législatives de 2001 avec 17 095 voix (33,50 %).
En 2006 Trimble est élevé à la dignité de pair du royaume en qualité de baron. Il est doté du titre de baron Trimble de Lisnagarvey dans le comté d'Antrim.
En 2007 Trimble devient membre du Parti conservateur (Royaume-Uni) et annonce qu'il veut participer pleinement à la politique du Royaume-Uni sur le plan national. En même temps, il indique qu'il ne souhaite pas faire campagne contre son ancien parti, le Parti unioniste d'Ulster et propose l'idée d'une alliance entre les conservateurs et les unionistes comme celle qui avait existé avant 1974.
Il a notamment signé, avec d'autres lauréats du prix Nobel, un appel demandant qu'une délégation du Comité des droits de l'enfant de l'ONU soit autorisée à rendre visite à Gedhun Choekyi Nyima, un enfant tibétain en résidence surveillée depuis 1995 en Chine, reconnu comme 11e panchen-lama par le 14e dalaï-lama, Tenzin Gyatso. Il compte en 2010 parmi les fondateurs de l'Initiative des amis d’Israël, une association regroupant des hommes politiques et hommes d'affaires internationaux afin d’utiliser leurs influences pour soutenir les intérêts israéliens.
Il défend le Brexit en 2016, estimant qu'il offre la possibilité de « provoquer une renaissance britannique à l'échelle planétaire. » Il regrette par la suite une trahison du Premier ministre Boris Johnson concernant le statut de l'Irlande du Nord.

## L'accord du Vendredi saint
David Trimble participe à l'élaboration de l'accord du Vendredi saint et il a reçoit le prix Nobel de la paix en 1998, prix partagé avec John Hume.